# Министерство страха (фильм)
«Министерство страха» (англ. Ministry of Fear) — кинофильм режиссёра Фрица Ланга. Экранизация одноимённого романа Грэма Грина.

## Сюжет
В разгаре Вторая мировая война, Англия подвергается жестоким бомбардировкам. Стивен Нил (Рэй Милланд), убивший свою жену и проведший два года в психиатрической лечебнице, выходит из этого заведения. Его жена серьёзно болела, и он принес в дом яд, чтобы помочь ей добровольно уйти из жизни. Когда он отвернулся, она сама приняла смертельную дозу, но он был все же обвинен за убийство из милосердия. Случайно приняв участие в благотворительной лотерее, он попадает в самый центр шпионской паутины, опутывающей Англию. Ему кажется, что все окружающие — нацистские шпионы, ни во что не ставящие человеческие жизни, а его особенно. Полиция подозревает Стивена в убийстве, кольцо вокруг него сжимается. Может ли он доверять брату и сестре Хилфе, двум единственным людям, которые хотят помочь ему, или же и они — шпионы?

## В ролях
- Рэй Милланд — Стивен Нил
- Марджори Рейнольдс — Карла Хилфе
- Карл Эсмонд — Уилли Хилфе
- Хиллари Брук — миссис Беллэйн, прорицательница
- Перси Уорэм — инспектор Прентис
- Дэн Дьюрьа — Кост / портной Траверс
- Алан Напье — доктор Форрестер
- Эрскин Сэнфорд — Джордж Реннит, частный сыщик
- Томас Лауден — мистер Ньюлэнд, книготорговец
- Аминта Дайн — миссис Беллэйн (на ярмарке)